# Nicolae Zamfir (Fußballtrainer)
Nicolae Zamfir (* 14. Dezember 1944 in Craiova; † 14. September 2022 in Craiova) war ein rumänischer Fußballtrainer.

## Karriere
1986 wurde Zamfir Co-Trainer der CS Universitatea Craiova. Im 1990 wurde er Trainer von bulgarischen Zweitligisten FK Bdin Widin. Am Ende der Saison 1990/91 stieg der Verein in die dritten Liga ab. Im 1995 wurde er Trainer von rumänischen Zweitligisten Chimia Râmnicu Vâlcea. Am Ende der Saison 1995/96 stieg der Verein in die dritten Liga ab. Danach trainierte er bei FC Universitatea Craiova und japanischen JEF United Ichihara.